# Ilja Semaka
Ilja Semaka, cyrilicí Ілля Семака, též Elias Semaka (23. září 1866 Berehomet – 4. ledna 1929 Prievidza), byl rakouský politik ukrajinské (rusínské) národnosti z Bukoviny, na počátku 20. století poslanec Říšské rady.

## Biografie
Byl radou zemského soudu v Kicmani. Byl též radou zemského soudu v Černovicích. Absolvoval Černovickou univerzitu.
Patřil k Ukrajinské národně demokratické straně. V letech 1911–1918 zasedal jako poslanec Bukovinského zemského sněmu a byl členem zemského výboru. V zemských volbách roku 1911 uspěl v rusínském volebním obvodu číslo 36. Uváděl se jako mladorusín.
Působil také coby poslanec Říšské rady (celostátního parlamentu Předlitavska), kam usedl ve volbách do Říšské rady roku 1907. Byl zvolen za obvod Bukovina 05. Mandát obhájil ve volbách do Říšské rady roku 1911.
Roku 1907 se zmiňuje jako mladorusínský kandidát. Po volbách roku 1907 byl uváděn coby člen poslaneckého Klubu bukovinských Rusínů, po volbách v roce 1911 coby člen Bukovinského ukrajinského klubu.
V dubnu 1918 mu byl císařem udělen Řád Františka Josefa.
V letech 1915–1916 zasedal v Ukrajinské národní radě ve Vídni. V roce 1918 se podílel na přebírání moci v Bukovině a reprezentoval krátce existující administrativu Západoukrajinské lidové republiky, později coby exilová vláda tohoto státního útvaru ve Vídni. Po ovládnutí etnicky ukrajinských oblastí bývalé monarchie Polskem odešel do zahraničí, později žil v Československu, kde působil na Slovensku jako soudce a kde také zemřel. Byl přednostou okresního soudu v Prievidzi.
Zemřel v lednu 1929. Pohřben byl za velké účasti veřejnosti 6. ledna 1929.
Jeho bratry byli duchovní a kulturní činovník Jevhen Semaka (1863–1912) a právník a národní aktivista Ivan Semaka (1850–1894).